# För två styver hopp
För två styver hopp (italienska: Due soldi di speranza) är en italiensk romantisk komedi från 1952 i regi av Renato Castellani.

## Utmärkelser
Filmen vann Guldpalmen för bästa film vid filmfestivalen i Cannes 1952.

## Rollista i urval
- Maria Fiore - Carmela
- Vincenzo Musolino - Antonio
- Filomena Russo - Antonios mor
- Luigi Astarita - Carmelas far
- Luigi Barone - prästen
- Carmela Cirillo - Giulia
- Felicita Lettieri - signora Artu
- Gina Mascetti - Flora Angelini
- Alfonso Del Sorbo - kyrkvaktmästaren
- Tommaso Balzano - Luigi Bellomo
- Anna Raiola - signora Bellomo